# Kings of Suburbia
Kings of Suburbia (рус. Короли пригорода) — четвёртый студийный альбом и третий английский студийный альбом немецкой группы Tokio Hotel, выпущенный 3 октября в Германии и 6 октября по всему миру лейблом Island Records. В отличие от их предыдущего альбома Humanoid, который был выпущен на немецком и английском языках, «Kings Of Suburbia» вышел только на английском языке. 29 октября 2015 года альбом получил золотую сертификацию в России.

## Список композиций
| №   | Название                  | Длительность |
| --- | ------------------------- | ------------ |
| 1.  | «Feel It All»             | 4:00         |
| 2.  | «Stormy Weather»          | 3:29         |
| 3.  | «Run, Run, Run»           | 3:25         |
| 4.  | «Love Who Loves You Back» | 3:49         |
| 5.  | «Covered In Gold»         | 4:29         |
| 6.  | «Girl Got A Gun»          | 2:46         |
| 7.  | «Kings Of Suburbia»       | 3:23         |
| 8.  | «We Found Us»             | 3:23         |
| 9.  | «Invaded»                 | 3:28         |
| 10. | «Never Let You Down»      | 3:13         |
| 11. | «Louder Than Love»        | 3:35         |

| №   | Название                 | Длительность |
| --- | ------------------------ | ------------ |
| 12. | «Masquerade»             | 3:18         |
| 13. | «Dancing In The Dark»    | 3:27         |
| 14. | «The Heart Get No Sleep» | 3:49         |
| 15. | «Great Day»              | 3:19         |